# هجوم قطار فورتسبورغ 2016
حادث فورتسبورغ:هو هجوم قام به مراهق أفغاني يبلغ من العمر حوالي 17 سنة، تأتر بأفكار تنظيم الدولة الإسلامية داعش حيث ركب يوم 18 يوليو 2016، على متن قطار بمدينة فورتسبورغ بألمانيا، وقام بالاعتداء على ركاب القطار بإستخدم في فأس وخنجر، أسفر هجومه عن مقتل شخص وإصابة 5 آخرين